# Circolo Tennis Viareggio 1896
Il Circolo Tennis Viareggio 1896 ASD è il quarto club più antico d'Italia, dopo i metropolitani Roma (1890), Milano e Genova (1893).
L'impianto sportivo è situato all'interno del Parco Pineta di Ponente di Viareggio.

## Storia
La nascita del tennis a Viareggio è dovuta all'imprenditore inglese Noel Cripps, commerciante di marmi, sempre in movimento tra Pietrasanta e Carrara.
Nel 1895 acquista una villa Liberty vicino alla Pineta di Ponente, perché abbagliato dalla bellezza della zona. Ma lui, londinese, abituato ai club della sua città, sente che qualcosa manca. Così all'inizio del 1896 contatta il sindaco Gemignani e si fa rilasciare la concessione per costruire un campo da tennis, secondo le regole di Wimbledon del 1877. All'inizio il tennis è uno sport di elite, ma piano piano Mr. Cripps riesce a contagiare la passione per questo sport. Inizia così il Circolo Tennis Viareggio.

Nel 1938 iniziano i lavori per la costruzione del campo centrale con tribune ai lati. Il 23 agosto 1939 avviene l'inaugurazione con l'incontro tra l'italiano Romanoni e 
il tedesco Redl.
Oggi nel circolo ci sono due campi al coperto e due campi all'aperto, una palestra, un bar-ristorante e servizi vari.

## Eventi sportivi
Dal 1926 al 1969 si è tenuto il Torneo Internazionale di Viareggio con giocatori del calibro di Fausto Gardini, Giuseppe Merlo, Sergio Palmieri, Roy Emerson, Ilie Năstase, Giordano Maioli, Orlando Sirola, Nicola Pietrangeli. Lea Pericoli, Silvana Lazzerino, Maria Teresa Riedl tra le donne.
Con l'apertura del professionismo, le cifre per allestire il torneo diventano impossibili e non rimane che chiudere.